# Вологі ліси Тринідаду і Тобаго
Вологі ліси Тринідаду і Тобаго (ідентифікатор WWF: NT0171) — неотропічний екорегіон тропічних та субтропічних вологих широколистяних лісів, розташований на Тринідаді і Тобаго.

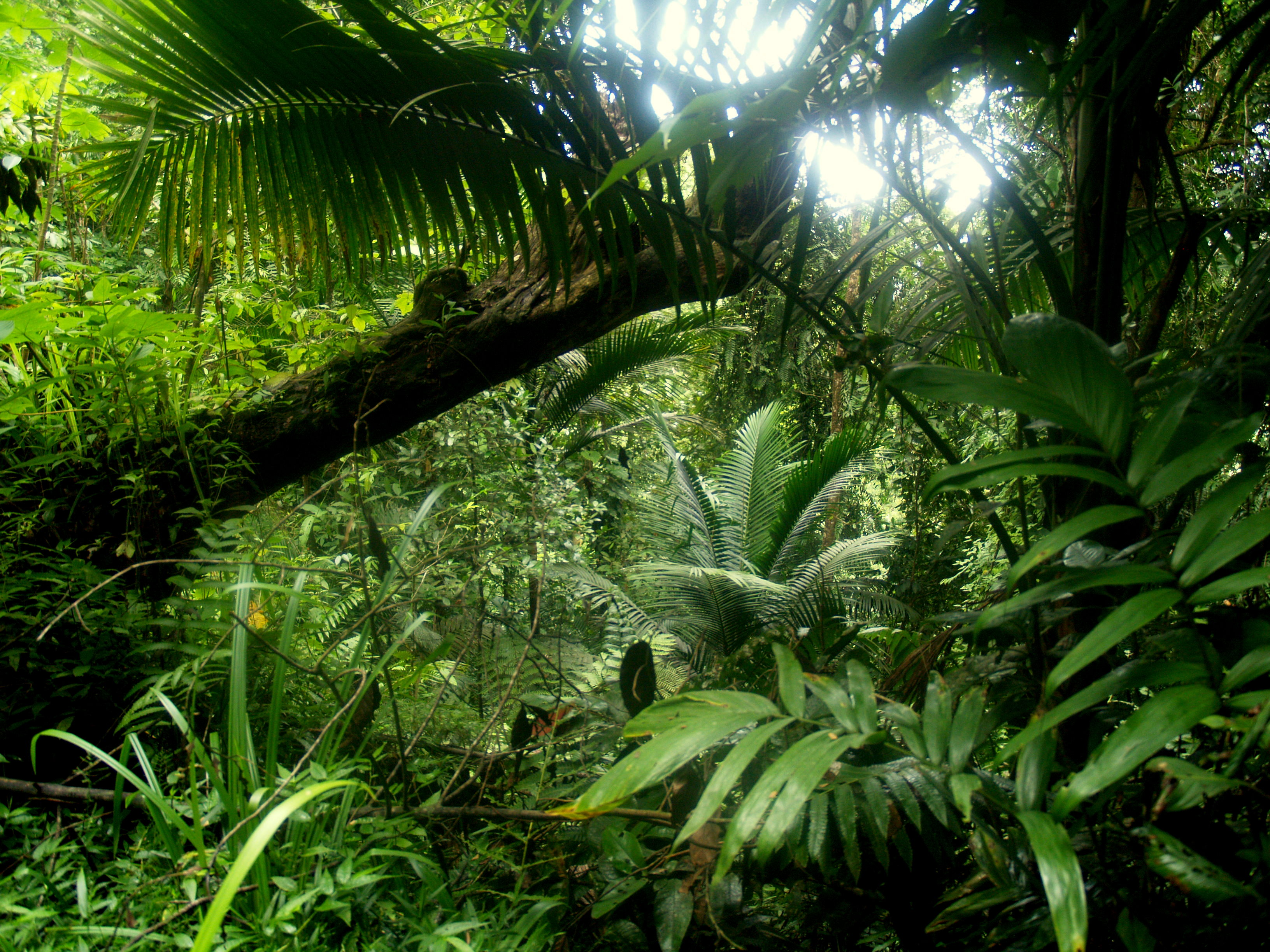
Тропічний ліс на острові Тобаго

## Географія
Екорегіон вологих лісів Тринідаду і Тобаго охоплює більшу частину острівної країни Тринідад і Тобаго, розташованої на північний схід від Венесуели. До складу країни входять два головні острови: Тринідад (4768 км²) та Тобаго (298 км²), які є частиною Малих Антильських островів, архіпелагу, що простягається дугою з півночі на південь, відділяючи Карибське море на заході від Атлантичного океану на сході. На відміну від інших островів архіпелагу Тринідад і Тобаго не є частиною вулканічної дуги: обидва вони лежать на континентальному шельфі Південної Америки. Острови відокремилися від материка зовсім нещодавно за геологічними мірками: Тобаго — приблизно 11 000 років тому, а Тринідад — 1500 років тому. Природа Тринідаду і Тобаго тісно пов'язана з природою екваторіальної Південної Америки, на відміну від Навітряних островів, у екосистемах яких переважають карибські види.
Острів Тринідад розташований лише за 20 км на схід від венесуельського півострова Парія. Він має прямокутну форму і є п'ятим за величиною островом Карибів. Із заходу на схід його перетинають три паралельні гірські хребти, які є продовженням Венесуельського Прибережного хребта. Північний хребет простягається уздовж північного узбережжя острова. Його найвищими вершинами є гори Ель-Серро-дель-Аріпо заввишки 940 м та Ель-Тукуче заввишки 936 м. Центральний хребет, який простягається через центральну частину Тринідаду і відділений від північного хребта рівниною Кароні, підіймається на висоту 325 м над рівнем моря, а Південний хребет, який тягнеться уздовж південного узбережжя Тринідаду, — на 305 м над рівнем моря. Гористий острів Тобаго розташований за 40 км на північний схід від Тринідаду і має витягнуту форму. Через його центральну частину простягається Головний хребет заввишки 572 м, оточений з півночі і півдня родючими низовинами.
Вологі тропічні ліси займають близько 90 % території Тринідаду і Тобаго. Решта країни входить до екорегіонів сухих лісів Тринідаду і Тобаго та тринідадських мангрів. Сухі ліси поширені на північному заході Тринідаду, навколо болота Кароні та столиці країни Порт-оф-Спейн, на крайньому південному заході Тринідаду та на крайньому сході Тобаго, а мангрові ліси поширені у деяких прибережних районах Тринідаду, зокрема у естуаріях головних річок острова.

## Клімат
На сході Тринідаду та на більшій частині Тобаго переважає екваторіальний клімат (Af за класифікацією кліматів Кеппена), а на заході Тринідаду — мусонний клімат (Am за класифікацією Кеппена). На клімат регіону впливають північно-східні пасати. Середньорічна температура на Тринідаді становить 26 °C, а середньорічна кількість опадів — приблизно 2500 мм опадів, більша частина з яких випадає під час сезону дощів з червня по грудень.

## Флора
Рослинний покрив екорегіону переважно представлений тропічними дощовими лісами. Дерева в них утворюють кілька ярусів, вкриті ліанами та різноманітними епіфітними орхідеями, бромеліями і папоротями. Серед дерев, поширених у лісах регіону, слід відзначити гвіанське крабове дерево (Carapa guianensis), бавовняне дерево (Ceiba pentandra), жовту момбіну (Spondias mombin), великолопатеву пентаклетру (Pentaclethra macroloba) та полум'яну браунею (Brownea coccinea). У високогір'ях Тринідаду зустрічаються хмарні ліси, а у деяких районах на сході острова, зокрема в околицях Матури та Маяро, — морові ліси, у яких домінують високі мори (Mora excelsa).
Через близькість до материкової частини Південної Америки флора екорегіону характеризується високим різноманіттям. Загалом на двох головних островах зустрічається приблизно 2500 видів рослин зі 175 родин, з яких 110 видів є ендеміками Тринідаду і Тобаго.

## Фауна
В межах екорегіону зустрічається близько 100 видів ссавців; частина з них трапляється лише на Тринідаді, однак не на Тобаго, а частина — на обох островах. Серед ссавців, поширених у вологих лісах Тринідаду і Тобаго, слід відзначити американську мазаму (Mazama americana), ошийникового пекарі (Dicotyles tajacu), гвіанського ревуна (Alouatta macconnelli), оцелота (Leopardus pardalis), тайру (Eira barbara), ракуна-крабоїда (Procyon cancrivorus), низинну паку (Cuniculus paca), бразильського агуті (Dasyprocta leporina), рудохвосту вивірку (Sciurus granatensis), бразильського коенду (Coendou prehensilis), лазаючу мишу Куеса (Rhipidomys couesi), тринідадську колючу торбомишу (Heteromys anomalus), південного опосума (Didelphis marsupialis), дев'ятипоясного броненосця (Dasypus novemcinctus), карликового мурахоїда (Cyclopes didactylus) та американського тамандуа (Tamandua tetradactyla), а також різноманітних рукокрилих, зокрема великого плодоїда (Artibeus lituratus), тринідадського лійковуха (Natalus tumidirostris) та звичайного вампіра (Desmodus rotundus). Ендеміками Тринідаду і Тобаго є тринідадські білолобі капуцини (Cebus trinitatis) та тринідадські щетинці (Proechimys trinitatus), а майже ендемічними його представниками — тринідадські водяні пацюки (Nectomys palmipes) та сірочереві стрункі мишачі опосуми (Marmosops fuscatus).
Орнітофауна Тринідаду нараховує понад 400 видів птахів, а Тобаго — близько 170 видів. Серед птахів, поширених у вологих тропічних лісах екорегіону, слід відзначити малого татаупу (Crypturellus soui), рудогузу чачалаку (Ortalis ruficauda), строкатого голуба (Patagioenas speciosa), тринідадського ерміта (Phaethornis longuemareus), колібрі-рубіна (Chrysolampis mosquitus), зеленогорлого колібрі-манго (Anthracothorax viridigula), золотовусого колібрі-кокетку (Lophornis ornatus), синьоголового колібрі-якобіна (Florisuga mellivora), синьогорлого колібрі-смарагда (Chlorestes notata), тобазьку амазилію-берила (Saucerottia tobaci), білогорлу агиртрію (Chrysuronia brevirostris), строкатохвостого канюка (Buteo albonotatus), неотропічну сплюшку (Megascops choliba), темноволого трогона (Trogon collaris), чорнодзьобого тукана (Ramphastos vitellinus), смугастобоку жовну (Dryocopus lineatus), жовтощокого ару (Orthopsittaca manilata), тринідадського амазона (Amazona ochrocephala), венесуельського амазона (Amazona amazonica), строкатого папугу (Touit batavicus), синьоголового папугу-червоногуза (Pionus menstruus), смугастого сорокуша (Thamnophilus doliatus), чорнокрилу арапонгу (Procnias averano), золотоголового манакіна (Ceratopipra erythrocephala), тропічного тирана (Tyrannus melancholicus), велику пітангу (Pitangus sulphuratus), білоголову віюдиту (Arundinicola leucocephala), голоокого дрозда (Turdus nudigenis), рудого дрозда (Turdus fumigatus), тринідадську гутураму (Euphonia trinitatis), фіолетову гутураму (Euphonia violacea), цитринового трупіала (Icterus nigrogularis), великого саї (Chlorophanes spiza), блакитну саяку (Thraupis episcopus), пальмову саяку (Thraupis palmarum), пурпурову тапірангу (Ramphocelus carbo), велику танагру-жалібницю (Tachyphonus rufus), пурпурову танагру-медоїда (Cyanerpes caeruleus) та церебу (Coereba flaveola). Ендеміками екорегіону є синьогорлі абурі-крикуни (Pipile pipile) та тринідадські момоти (Momotus bahamensis), а майже ендемічними його представниками — білохвості колібрі-шаблекрили (Campylopterus ensipennis) та тринідадські колібрі-іскринки (Chaetocercus jourdanii).
Герпетофауна Тринідаду і Тобаго нараховує близько 85 видів плазунів та 30 видів земноводних. Серед поширених в регіоні плазунів слід відзначити крокодилового каймана (Caiman crocodilus), звичайну ігуану (Iguana iguana) та прихованого золотого тегу (Tupinambis cryptus), а серед амфібій — рідкісну золоту деревну райку (Phytotriades auratus).

## Збереження
Оцінка 2017 року показала, що 1449 км², або 32 % екорегіону, є заповідними територіями. Природоохоронні території включають: Національний парк Матура та Лісовий заповідник Головного хребта.